# Acacia armatoides
Acacia armatoides é uma espécie de leguminosa do gênero Acacia, pertencente à família Fabaceae.